# Persone di nome Bernhard
| Questa pagina contiene informazioni ricavate automaticamente dalle voci biografiche con l'ausilio del template Bio e di un bot. L'aggiornamento è periodico e automatico e ricostruisce completamente la pagina. Se manca una persona in questa lista, sei pregato di non aggiungerla, ma accertati piuttosto che la sua voce biografica contenga il template Bio e che i dati anagrafici siano correttamente compilati. Se il template Bio manca, inseriscilo tu stesso o, in alternativa, metti l'avviso {{tmp\|Bio}} che ne segnala la mancanza. Se i dati riportati sono sbagliati, correggi direttamente la voce biografica; le modifiche saranno visibili in questa lista entro pochi giorni. Per chiarimenti vedi il progetto antroponimi. La lista contiene solo le 149 persone che sono citate nell'enciclopedia e per le quali è stato implementato correttamente il template Bio. Pagina aggiornata al 22 lug 2025. |

Questa è una lista di persone presenti nell'enciclopedia che hanno il nome Bernhard, suddivise per attività principale.

## Allenatori di calcio(3)
- Bernd Schuster, allenatore di calcio e ex calciatore tedesco (Augusta, n. 1959)
- Bernhard Trares, allenatore di calcio e ex calciatore tedesco (Bensheim, n. 1965)
- Bert Trautmann, allenatore di calcio e calciatore tedesco (Brema, n. 1923 - La Llosa, † 2013)

## Allenatori di sci alpino(1)
- Berni Huber, allenatore di sci alpino e ex sciatore alpino tedesco (Obermaiselstein, n. 1967)

## Ammiragli(1)
- Bernhard Rogge, ammiraglio tedesco (Schleswig, n. 1899 - Reinbek, † 1982)

## Anatomisti(1)
- Bernhard Solger, anatomista tedesco (Untermerzbach, n. 1849 - Nysa, † 1935)

## Archeologi(2)
- Bernhard Karl von Koehne, archeologo e numismatico tedesco (Berlino, n. 1817 - † 1886)
- Bernhard Neutsch, archeologo tedesco (Weimar, n. 1913 - Innsbruck, † 2002)

## Architetti(3)
- Max Littmann, architetto tedesco (Schloßchemnitz, n. 1862 - Monaco di Baviera, † 1931)
- Bernhard Pankok, architetto, designer e pittore tedesco (Münster, n. 1872 - Baierbrunn, † 1943)
- Hans Scharoun, architetto tedesco (Brema, n. 1893 - Berlino, † 1972)

## Artisti(1)
- Bernd e Hilla Becher, artista e fotografo tedesco (Siegen, n. 1931 - Rostock, † 2007)

## Astronomi(3)
- Bernhard H. Dawson, astronomo statunitense (Kansas City, n. 1890 - † 1960)
- Bernhard Häusler, astronomo tedesco
- Bernhard von Lindenau, astronomo e politico tedesco (Altenburg, n. 1780 - Windischleuba, † 1854)

## Attori(6)
- Bernhard Baumeister, attore, regista e docente tedesco (Poznań, n. 1827 - Baden, † 1917)
- Bernhard Goetzke, attore tedesco (Danzica, n. 1884 - Berlino, † 1964)
- Bernhard Minetti, attore tedesco (Kiel, n. 1905 - Berlino, † 1998)
- Bernhard Reininger, attore austriaco (Vienna, n. 1965)
- Bernhard Wicki, attore e regista austriaco (Sankt Pölten, n. 1919 - Monaco di Baviera, † 2000)
- Bernard de Vries, attore e attivista olandese (n. 1941)

## Aviatori(2)
- Bernhard Ultsch, aviatore tedesco (Wunsiedel, n. 1898)
- Bernhard Vechtel, aviatore tedesco (Warendorf, n. 1920 - Spira, † 1975)

## Avvocati(1)
- Bernhard Christ, avvocato, notaio e politico svizzero (Basilea, n. 1942)

## Banchieri(1)
- Bernhard von Eskeles, banchiere austriaco (Vienna, n. 1753 - Hietzing, † 1839)

## Biologi(1)
- Bernhard Rensch, biologo e ornitologo tedesco (Thale, n. 1900 - Münster, † 1990)

## Bobbisti(3)
- Bernhard Germeshausen, bobbista tedesco (Heilbad Heiligenstadt, n. 1951 - † 2022)
- Bernhard Lehmann, bobbista tedesco (Großräschen, n. 1948)
- Bernhard Mair, ex bobbista italiano (Brunico, n. 1971)

## Botanici(1)
- Bernhard Danckelmann, botanico tedesco (Arnsberg, n. 1831 - Eberswalde, † 1901)

## Calciatori(15)
- Bernhard Andersen, calciatore danese (Copenaghen, n. 1892 - Copenaghen, † 1958)
- Bernhard Cullmann, ex calciatore tedesco (Rötsweiler-Nockenthal, n. 1949)
- Bernd Förster, ex calciatore tedesco (Mosbach, n. 1956)
- Bernhard Graubart, calciatore austriaco (Bolechów, n. 1888)
- Bernhard Janeczek, ex calciatore austriaco (Vienna, n. 1992)
- Bernhard Johansen, calciatore norvegese (n. 1929 - † 2006)
- Bernhard Klodt, calciatore tedesco (Gelsenkirchen, n. 1926 - Garmisch-Partenkirchen, † 1996)
- Bernhard Konik, ex calciatore tedesco orientale (n. 1960)
- Bernhard Lund, calciatore norvegese (n. 1910 - † 1969)
- Bernhard Nooni, calciatore e cestista estone (Rannamõisa, n. 1909 - Tallinn, † 1997)
- Bernhard Rein, calciatore estone (Tallinn, n. 1897 - Eskilstuna, † 1976)
- Bernhard Schachner, ex calciatore austriaco (Mödling, n. 1986)
- Bernhard Steffen, ex calciatore tedesco (n. 1937)
- Bernhard Termath, calciatore e allenatore di calcio tedesco (Essen, n. 1928 - † 2004)
- Bernhard Zimmermann, calciatore austriaco (Korneuburg, n. 2002)

## Canoisti(1)
- Bernhard Schulze, ex canoista tedesco (Recklinghausen, n. 1938)

## Canottieri(1)
- Bernhard von Gaza, canottiere tedesco (Usedom, n. 1881 - Langemark, † 1917)

## Cestisti(2)
- Bennie Borgmann, cestista, giocatore di baseball e allenatore di pallacanestro statunitense (Haledon, n. 1899 - Hawthorne, † 1978)
- Bernhard Cuiper, cestista tedesco (Francoforte sul Meno, n. 1913 - Kelheim, † 1999)

## Chimici(1)
- Bernhard Tollens, chimico tedesco (Amburgo, n. 1841 - Gottinga, † 1918)

## Chirurghi(2)
- Bernhard Riedel, chirurgo tedesco (Laage, n. 1846 - Jena, † 1916)
- Bernhard von Langenbeck, chirurgo tedesco (Padingbüttel, n. 1810 - Wiesbaden, † 1887)

## Ciclisti su strada(3)
- Bernhard Britz, ciclista su strada svedese (Skänninge, n. 1906 - † 1935)
- Bernhard Eckstein, ciclista su strada tedesco (Zwochau, n. 1935 - † 2017)
- Bernhard Kohl, ex ciclista su strada austriaco (Vienna, n. 1982)

## Combinatisti nordici(1)
- Bernhard Gruber, combinatista nordico austriaco (Schwarzach im Pongau, n. 1982)

## Compositori(4)
- Bernhard Henrik Crusell, compositore, clarinettista e traduttore finlandese (Uusikaupunki, n. 1775 - Stoccolma, † 1838)
- Bernhard Günter, compositore tedesco (Neuwied, n. 1957)
- Bernhard Klein, compositore tedesco (Colonia, n. 1793 - Berlino, † 1832)
- Bernhard Sekles, compositore, direttore d'orchestra e docente tedesco (Francoforte sul Meno, n. 1872 - Francoforte sul Meno, † 1934)

## Diplomatici(1)
- Bernhard Ernst von Bülow, diplomatico tedesco (Cismar, n. 1815 - Francoforte sul Meno, † 1879)

## Direttori d'orchestra(1)
- Bernhard Paumgartner, direttore d'orchestra, compositore e musicologo austriaco (Vienna, n. 1887 - Salisburgo, † 1971)

## Dirigenti sportivi(3)
- Barney Dreyfuss, dirigente sportivo statunitense (Friburgo, n. 1865 - New York, † 1932)
- Bernhard Eisel, dirigente sportivo e ex ciclista su strada austriaco (Voitsberg, n. 1981)
- Bernhard Russi, dirigente sportivo e ex sciatore alpino svizzero (Andermatt, n. 1948)

## Editori musicali(1)
- Bernhard Christoph Breitkopf, editore musicale tedesco (Clausthal-Zellerfeld, n. 1695 - Lipsia, † 1777)

## Etnologi(1)
- Bernhard Ankermann, etnologo tedesco (Tapiau, n. 1859 - Berlino, † 1945)

## Filologi(1)
- Bernhard Seuffert, filologo austriaco (Würzburg, n. 1853 - Graz, † 1938)

## Filosofi(1)
- Bernhard Waldenfels, filosofo tedesco (Essen, n. 1934)

## Fondisti(2)
- Bernhard Flaschberger, fondista e ex combinatista nordico austriaco (n. 1996)
- Bernhard Tritscher, ex fondista austriaco (Zell am See, n. 1988)

## Funzionari(1)
- Bernhard Lösener, funzionario tedesco (Eisenhüttenstadt, n. 1890 - Colonia, † 1952)

## Generali(3)
- Bernhard Klosterkemper, generale tedesco (Coesfeld, n. 1897 - Brema, † 1962)
- Bernhard Otto von Rehbinder, generale svedese (Reval, n. 1662 - Torino, † 1742)
- Bernhard Ueberschär, generale tedesco (Thiergarten, n. 1898 - Francoforte sul Meno, † 1974)

## Geologi(1)
- Bernhard Studer, geologo svizzero (Büren an der Aare, n. 1794 - Büren an der Aare, † 1887)

## Giavellottisti(1)
- Bernhard Seifert, giavellottista tedesco (Hildburghausen, n. 1993)

## Ginecologi(2)
- Bernhard Sigmund Schultze, ginecologo tedesco (Friburgo in Brisgovia, n. 1827 - Jena, † 1919)
- Bernhard Seyfert, ginecologo austriaco (Stvolínky, n. 1817 - † 1870)

## Giocatori di football americano(2)
- Bernhard Raimann, giocatore di football americano austriaco (Steinbrunn, n. 1997)
- Bernhard Seikovits, giocatore di football americano austriaco (Vienna, n. 1997)

## Giuristi(1)
- Bernhard Windscheid, giurista tedesco (Düsseldorf, n. 1817 - Lipsia, † 1892)

## Golfisti(1)
- Bernhard Langer, golfista tedesco (Arnhausen, n. 1957)

## Impresari teatrali(1)
- Benno Singer, impresario teatrale e imprenditore ungherese (Budapest, n. 1875 - Dublino, † 1934)

## Insegnanti(1)
- Bernhard Förster, insegnante tedesco (Delitzsch, n. 1843 - San Bernardino, † 1889)

## Judoka(1)
- Ben Spijkers, ex judoka olandese (Nijmegen, n. 1961)

## Letterati(1)
- Bernhard Rudolph Abeken, letterato e filologo tedesco (Osnabrück, n. 1780 - Osnabrück, † 1866)

## Linguisti(1)
- Bernhard Karlgren, linguista, filologo e sinologo svedese (Jönköping, n. 1889 - Stoccolma, † 1978)

## Matematici(1)
- Bernhard Friedrich Thibaut, matematico tedesco (Hamburg-Harburg, n. 1775 - Gottinga, † 1832)

## Medici(4)
- Bernhard Siegfried Albinus, medico tedesco (Francoforte sull'Oder, n. 1697 - Leida, † 1770)
- Bernhard Aschner, medico austriaco (Vienna, n. 1883 - New York, † 1960)
- Bernhard Heine, medico tedesco (Schramberg, n. 1800 - Thun, † 1846)
- Bernhard Zondek, medico tedesco (n. 1891 - † 1966)

## Militari(3)
- Bernhard Frank, militare tedesco (Francoforte sul Meno, n. 1913 - † 2011)
- Bernhard von Hülsen, militare tedesco (Kosel, n. 1865 - † 1950)
- Bernhard von Poten, ufficiale e scrittore tedesco (Celle, n. 1828 - Berlino, † 1910)

## Missionari(1)
- Bernhard Gerhard Hilhorst, missionario e vescovo cattolico olandese (Amsterdam, n. 1895 - Morogoro, † 1954)

## Montatori(1)
- Bernhard Lehner, montatore, regista e docente svizzero (Gränichen, n. 1953)

## Musicisti(1)
- B. Fleischmann, musicista austriaco (n. 1975)

## Nobili(2)
- Bernhard Erasmus von Deroy, nobile e generale tedesco (Mannheim, n. 1743 - Polotsk, † 1812)
- Bernhard van Lippe-Biesterfeld, nobile tedesco (Jena, n. 1911 - Utrecht, † 2004)

## Nuotatori(1)
- Bernhard Reitshammer, nuotatore austriaco (n. 1994)

## Oculisti(1)
- Bernhard Kayser, oculista tedesco (Brema, n. 1869 - Stoccarda, † 1954)

## Organisti(1)
- Bernhard Schmid, organista e compositore tedesco (n. 1535 - † 1592)

## Ottici(1)
- Bernhard Schmidt, ottico e astronomo tedesco (Nargen, n. 1879 - Bergedorf, † 1935)

## Paleografi(1)
- Bernhard Bischoff, paleografo, filologo e storico tedesco (Altendorf, n. 1906 - Monaco di Baviera, † 1991)

## Paleontologi(1)
- Bernhard Peyer, paleontologo svizzero (Sciaffusa, n. 1885 - Zurigo, † 1963)

## Pallanuotisti(1)
- Bernhard Baier, pallanuotista tedesco (Hannover, n. 1912 - Hannover, † 2003)

## Pittori(2)
- Bernhard Heisig, pittore e illustratore tedesco (Breslavia, n. 1925 - Havelaue, † 2011)
- Bernard Strigel, pittore tedesco (Memmingen, n. 1461 - Memmingen, † 1528)

## Politici(7)
- Bernhard Adelung, politico tedesco (Brema, n. 1876 - Darmstadt, † 1943)
- Bernhard von Bülow, politico e ambasciatore tedesco (Klein-Flottbek, n. 1849 - Roma, † 1929)
- Bernhard Bästlein, politico tedesco (Amburgo, n. 1894 - Berlino, † 1944)
- Bernhard Hammer, politico svizzero (n. 1822 - † 1907)
- Bernhard Knipperdolling, politico tedesco (Münster - Münster, † 1536)
- Bernhard Rust, politico tedesco (Hannover, n. 1883 - Berend, † 1945)
- Bernhard Vogel, politico tedesco (Gottinga, n. 1932 - Spira, † 2025)

## Presbiteri(3)
- Bernhard von Breidenbach, presbitero e diplomatico tedesco (Magonza, † 1497)
- Bernhard Eckerstorfer, presbitero austriaco (Linz, n. 1971)
- Bernhard Lichtenberg, presbitero tedesco (Oława, n. 1875 - Hof, † 1943)

## Psicologi(1)
- Bernhard Sabel, psicologo tedesco (Treviri, n. 1957)

## Registi(2)
- Bernhard Paul, regista e circense austriaco (Lilienfeld, n. 1947)
- Bernhard Sinkel, regista, sceneggiatore e produttore cinematografico tedesco (Francoforte sul Meno, n. 1940)

## Scacchisti(1)
- Bernhard Horwitz, scacchista e compositore di scacchi tedesco (Neustrelitz, n. 1807 - Londra, † 1885)

## Sciatori alpini(8)
- Bernhard Bauer, ex sciatore alpino tedesco (Oberwössen, n. 1967)
- Bernhard Fahner, ex sciatore alpino svizzero (Meiringen, n. 1963)
- Bernhard Flaschberger, ex sciatore alpino austriaco (n. 1962)
- Bernhard Graf, ex sciatore alpino e sciatore freestyle austriaco (Dornbirn, n. 1988)
- Bernhard Gstrein, ex sciatore alpino austriaco (Sölden, n. 1965)
- Bernhard Knauß, ex sciatore alpino austriaco (Schladming, n. 1965)
- Bernhard Niederberger, ex sciatore alpino svizzero (n. 1993)
- Bernd Simonlehner, ex sciatore alpino austriaco (n. 1966)

## Scrittori(4)
- Bernhard Hennen, scrittore, storico e giornalista tedesco (Krefeld, n. 1966)
- Bernhard Severin Ingemann, scrittore danese (Thordkildstrup, n. 1789 - Sorø, † 1862)
- Bernhard Kellermann, scrittore e giornalista tedesco (Fürth, n. 1879 - Klein Glienicke, † 1951)
- Bernhard Schlink, scrittore tedesco (Bielefeld, n. 1944)

## Sindacalisti(1)
- Bernhard Letterhaus, sindacalista e politico tedesco (Barmen, n. 1894 - Berlino, † 1944)

## Slittinisti(2)
- Bernhard Glass, ex slittinista tedesco orientale (Stapelburg, n. 1957)
- Bernhard Kammerer, ex slittinista italiano (Chienes, n. 1962)

## Storici(2)
- Bernhard Erdmannsdorffer, storico tedesco (Altenburg, n. 1833 - Heidelberg, † 1901)
- Bernhard Jussen, storico tedesco (Geilenkirchen, n. 1959)

## Teologi(3)
- Bernhard Adelmann von Adelmannsfelden, teologo e umanista tedesco (Neubronn, n. 1459 - Eichstätt, † 1523)
- Bernhard Häring, teologo tedesco (Böttingen, n. 1912 - Gars am Inn, † 1998)
- Bernhard Welte, teologo e filosofo tedesco (Meßkirch, n. 1906 - Friburgo in Brisgovia, † 1983)

## Vescovi cattolici(1)
- Bernhard Galura, vescovo cattolico tedesco (Herbolzheim, n. 1764 - Bressanone, † 1856)

## Vescovi vetero-cattolici(1)
- Bernhard Heitz, vescovo vetero-cattolico tedesco (Rosendahl, n. 1942)

## Veterinari(1)
- Bernhard Grzimek, veterinario, etologo e zoologo tedesco (Nysa, n. 1909 - Francoforte sul Meno, † 1987)

## Violoncellisti(1)
- Bernhard Romberg, violoncellista e compositore tedesco (Dinklage, n. 1767 - Amburgo, † 1841)

## Senza attività specificata(1)
- Bernhard von der Borch